# Тирски сабор
Тирски сабор је био локални сабор одржан у граду Тиру 335. године на иницијативу цара Константина Великог да би расправљао о оптужбама подигнутим против архиепископа александријског Атанасија. Резултат сабора био је Атанасијево изгнанство у Трир. Према неким савременим историчарима, Атанасијев пораз није био резултат доктринарних разлика, већ његовог непримереног понашања у Египту. Према енглеском историчару Цркве В. Х. Ц. Френду, због свог значаја за будући однос Цркве и државе, Тирски сабор се може ставити у раван са Сабором у Никеји.

## Позадина
Током сукоба између присталица и противника идеје о консупстанцијалности Бога Оца и Сина, који се није завршио формалном осудом Арија и његовог учења од стране Никејског сабора, већ за живота Константина Великог, аријанска партија коју је предводио Јевсевије Никомедијски почела је да постиже успехе. Према Ројану Вилијамсу, њен главни циљ је био да врати Арија у Александријску цркву, што се може пратити до Витинског сабора 328. године. Упркос чињеници да је позив „евсевијана” да опросте Арију подржао император, Атанасије Велики га је категорички одбио, који је заузео Александријску столицу од 328. године. 330. године, на Антиохијском сабору, свргнут је један од вођа њихових противника, антиохијски епископ Јевстатије. У делима црквених историчара пажња је посвећена и другим значајним жртвама „евсевијана” – Маркелу Анкирском, осуђеном на Цариградском сабору 336. године, и Атанасију Великом.
Немогућност, с једне стране, да се Атанасије натера да прими Арија у црквено општење и чврстина његовог богословског става, с друге стране, приморали су његове противнике да задају ударац са стране црквене дисциплине. Да би то учинили, „евсевијанци“ су ступили у савез са присталицама Мелетија Ликопољског, који су били у сукобу са Атанасијем од смрти Александра Александријског и потоње борбе за Александријску патријаршију. Историчари датирају формирање такве уније у период између 329. и 331. године. Према Атанасију, иницијатива је припала Јевсевију, који је убедио Мелетијане да смисле изговор за оптуживање епископа, док Епифаније Кипарски ставља догађаје у сложенији историјски контекст: по њему, након делегације мелетских епископа није било прихваћен од цара, Јевсевије им је обећао своју помоћ у замену за подршку за обнову Арија. У почетку је, како извештава Филосторгије, доведена у питање каноничност избора Атанасија. Затим су га 331. године Мелетијани оптужили за увођење незаконитих пореза. Оптужили су Атанасија пред Константином за велеиздају и финансијску подршку извесног узурпатора Филумена. Након што је Константин стао на страну Атанасија, овај је 334. године оптужен за убиство мелетијанског епископа Арсенија и одсецање руке ради врачања, као и за напад на мареотског епископа Искиру. За разматрање случаја сазван је сабор 334. године у Цезареји Палестинској, на који се Атанасије, осећајући подршку Константина, није појавио. Ово се сматрало доказом непоштовања цара, чијом вољом је сазван сабор. Као резултат тога, преглед је одложен за следећу годину у Тиру.

## Напредак сабора
Многи источни епископи окупили су се на сабору у Тиру; Међу њима су били и православни хришћани, као што су Макарије Јерусалимски и Александар Солунски, али су већину сабора чиниле присталице Јевсевија Никомедијског. Поштујући строга Константинова наређења, Атанасије је дошао у Тир, водећи са собом педесетак египатских епископа да избалансира шансе странака, и у почетку је успешно водио своју одбрану. Против оптужбе за убиство Арсенија, он је живог и обема рукама предочио овог епископа сабору, ефективно доказујући његову невиност, а у погледу Ишире довео је у питање валидност епископског чина овог тужиоца. Да би проверили последње Атанасијево сведочење, оци сабора су одлучили да пошаљу посебну комисију у Египат да на лицу места проучи то питање.
У ову комисију су били Атанасијеви најгори непријатељи – Теогнис Никејски, Марије Халкидонски и неколико других епископа, којима је Атанасије дуго порицао црквено општење. Добро разумевши куда ће ићи напори овако изабраних иследника, Атанасије је тајно, не чекајући крај сабора, упутио притужбу Константину. Његов протест се показао убедљивим; разјарени Константин послао је строгу наредбу сабору у Тиру да се одмах и у пуној снази појави у Цариграду ради обрачуна са Атанасијем. Али док је Атанасије путовао у престоницу и док се царска заповест преносила у Тир, епископи су успели да доврше сабор, прешли у Јерусалим на празник освећења цркве Васкрсења, коју је подигао цар, и овде заузео нову ствар око примања Арија у цркву.
Уплашени Константиновим неочекиваним позивом, већина их је побегла, само њих шесторо је стигло у двор и уместо изговора изнело противоптужбу против Атанасија. Оптужили су га да је претио да ће зауставити испоруку жита из Александрије. Оптужба је била смешна, а Константин није могао да поверује. Али у то време он је био стар и слаб. Досадиле су му бескрајне жалбе на Атанасија. Епископ Александријски је почео да му се чини као некаква вечита препрека црквеном миру, непрестано изазивајући немире како у својој пастви, тако и међу источним епископима. И реши да га принесе на жртву да би смирио цркву; не улазећи ни у какав поступак, наредио је прогонство у Трир у Галији. То се вероватно догодило 5. фебруара 336. године.

## Резултати
Евстатије Антиохијски, Маркел из Анкире и Атанасије Александријски нису били једине жртве реакције на Никејски симбол вере која се развила на Истоку. Црквени историчари 5. века, описујући ток постникејских догађаја, пратили су углавном судбину ових појединаца, делом због њиховог истакнутог положаја, делом због тога што је борба против тога изазвала општу пажњу. Међутим, савремени историчари, истражујући документе у вези са проучаваним догађајима, закључују да подаци које су историчари пренели нису потпуни и да је у различито време неколико других источних епископа послато у егзил. Тако је заједно са Јевстатијем Антиохијским, на сабору 330. године, свргнут Асклепа из Газе, један од учесника Никејског сабора, попут Евстатија, који је у сваком одступању од његових дефиниција видео примедбу аријанству. Отприлике у исто време, Еутропије Адријанопољски, лични непријатељ Јевсевија Никомедијског и Атанасијев пријатељ, отишао је у изгнанство, а убрзо га је тамо пратио и његов наследник Луције. Познато је и да је Цариградски сабор 336. године, који је расправљао о случају Маркела, заједно са њим лишио седишта тројици епископа - Еуфратије Валанејског, Климатија Палтинског и Картерија од Артарата. Поред ових имена, Атанасије помиње и Киматија из Антарада, Кира из Берије, Диодора из Азије, Домниона из Сирмијума и Еланика из Триполија. Последњи од источних епископа који је свргнут био је Павле Цариградски, Александров наследник, оптужен да је заузео столицу без сагласности вођа реакције – Јевсевија Никомидијског и Теодора Ираклијевог. који су по древном обичају имали право да хиротонишу епископе у Византији.
Тако су планови противника Никејског сабора сјајно спроведени. Бранитељи консупстанцијалности, један за другим, под разним изговорима, напуштали су Исток, а њихове проповедаонице су пренете на људе који су стајали у редовима антиникејске опозиције. Гласови који су бранили никејску дефиницију су утихнули, а цео Исток се јаче окупио у жељи да се Никејски сабор натера на заборав и да се његови резултати елиминишу из црквене свести. У ствари, овај циљ је у пракси постигнут до краја Константинове владавине, пошто у последњим годинама његове владавине није било ниједног епископа у источним крајевима који би се усудио да гласно брани истину. Али док је био жив Константин, који је задржао успомене на случај 318 отаца, победа реакције остала је непотпуна; из практичне области, од тријумфа над појединцима, она још није прешла у теоријску област, до тријумфа над самим никејским вером. Никејски симбол су формално прихватиле све цркве, а његов ауторитет, иако је у великој мери поткопан осудом његових бранилаца, и даље је остао непоништен. За коначну победу над Никејским сабором, стога је било неопходно уклонити њен симбол из употребе, саставити нови исказ вере који би одговарао конзервативном расположењу црквене већине и њоме заменити „сумњиву“ никејску формулу.
Константинова смрт, која је уследила 22. маја 337. године, уништила је и последњу препреку која је стајала на путу спровођења ове завршне тачке антиникејског програма, а под његовог наследника Констанција, борба са Никејцима је пребачена. на догматско тло.